# Альмерхорн
Альмерхорн (нем. Almerhorn) — гора на юге Австрии в земле Тироль в горной цепи Центральных Восточных Альп Высокий Тауэрн.

## Описание
Самая восточная вершина горной группы Ризерфернергруппе. Находится недалеко от австрийско-итальянской границы у перевала Шталлер Саттель между долинами Патшер и Шталль. Соседние вершины — Гроссе и Кляйне Мандль и горная группа из трёх пиков Охреншпицен, от которых Альмерхорн отделён перевалом.

## Восхождение
Подняться на Альмерхорн можно с двух сторон. Первый возможный путь восхождения ведёт через долину Патшер к альпийской хижине Бармер-Хютте (2610 м). От хижины отмеченный подъём ниже Охреншпицен сначала спускается на юго-восток. Затем путь снова поднимается по каменным блокам до перевала Йагершарте. Короткий подъём ведёт от Йагершарте к вершине горы. Хотя в 1980-х годах пересекаемое ледниковое поле Альмерке оставалось заметной частью восточной группы Ризенфернергруппе, сейчас оно практически исчезает летом, за исключением небольших оставшихся территорий.
Другой отправной точкой для восхождения является горное озеро Оберзе (2016 м) у перевала Шталлер Саттель. Отмеченная тропа ведёт от хижины Оберзехютте по рифлёной дорожке к мемориальному кресту Камм. Затем путь продолжается в гору изгибами с видом на озеро Антхольцзе. После серпантина по покрытым растительностью холмам начинается крутая тропа, по которой надо карабкаться до плато. Затем тропа ведёт в гору через гряду. Соединение здесь ведёт к соседней горе Гроссе Мандль. Затем путь ведёт к левому краю крутого склона, где тропа к скале защищена стальной оградой и канатами.